# Thelypteris ancyriothrix
Thelypteris ancyriothrix är en kärrbräkenväxtart som först beskrevs av Eduard Rosenstock, och fick sitt nu gällande namn av Alan Reid Smith. Thelypteris ancyriothrix ingår i släktet Thelypteris och familjen Thelypteridaceae. Inga underarter finns listade.